# Nu metal
Nu Metal (Nu-izgovorjava za angleško besedo new) je glasbena zvrst, ki se je razvila v devetdesetih letih prešnjega stoletja. Tako je ena najmlaših zvrsti v glasbi. Značilnost nu metala je mešanje različnih glasbenih zvrsti (rap, electronica, techno, groove metal, punk, grunge) s klasičnim heavy metalom. Skupine, ki izvajajo tako glasbo, imajo po navadi več kot 5 članov. Poleg električnih kitar, bas kitar, bobnov ter vokala so prisotni tudi samplerji in DJ-ji. Nekater skupine, npr. Slipknot so vključile tudi pavke, činele, tamburine. Nu metal je postal popuaren na začetku novega tisočletja, ko sta skupini Linkin Park in Slipknot izdali albuma Hybrid Theory (Linkin Park) in Iowa (Slipknot). Izvajalce nu metala lahko razdelimo v dve skupini; tisti ki izvajajo bolj rockerski nu metal in tisti, ki izvajajo trd, agresiven nu metal.

### Najbolj popularni nu metal bendi
- Linkin Park
- Slipknot
- Korn
- Deftones
- Drowing Pool
- Limp Bizkit